# Luis García Guijarro
Luis García Guijarro (València, 1885 - Madrid, 1974) fou un advocat, empresari i polític valencià, diputat a les Corts Espanyoles durant la restauració borbònica i la Segona República Espanyola.

## Biografia
Estudià dret i filosofia i lletres a la Universitat de València, on va participar en l'Acadèmia Jurídic Escolar de l'Ateneu Científic. Es doctorà a la Universitat Central de Madrid. Després va ampliar estudis a la Sorbona de París, a la Universitat de Tolosa de Llenguadoc i a la Universitat Yale.
El 1916 va ser elegit diputat a les Corts per València com a tradicionalista, i va iniciar una intensa carrera diplomàtica. Va ser escollit novament diputat amb la Comunió Tradicionalista a les eleccions de 1918 i 1919. Després del cisma de Vázquez de Mella el 1919 en el si de la Comunió, es va presentar a les eleccions de 1920 com a candidat per València per quarta vegada consecutiva en una candidatura catòlico-monàrquica que aspirava a conjuminar als catòlics, i fou novament escollit. A les eleccions de 1923 es va presentar per l'Agrupació Regional d'Acció Catòlica (ARAC), i va obtenir novament l'acta de diputat. El seu triomf, afegit a l'aconseguit de nou per l'ARAC a les eleccions provincials de juny següent, demostrava les possibilitats a València d'un partit catòlic. Alhora consolidava el lideratge de Manuel Simó i Lluís Lúcia, qui des del Diario de València urgirà a la continuació de la tasca començada de reorganització catòlica.
Durant la Dictadura de Primo de Rivera va compaginar la seva tasca d'empresari agrari taronger a la Vilavella amb la de membre de l'Assemblea Nacional, on defensà els interessos de l'economia agrària valenciana, i assessor del Consell d'Economia Nacional. També fou secretari general de la Unión Nacional d'Exportació Agrícola, organisme creat seguint el model d'Estat corporatiu.
El 1930 va ser nomenat Director General de Duanes i Conseller comercial als Balcans i Turquia. La proclamació de la Segona República Espanyola no li va impedir continuar desenvolupant aquests càrrecs, dels quals dimití el 1933 per a dedicar-se a la política. Alhora, participà activament en la creació de la Dreta Regional Valenciana, partit amb el qual fou elegit diputat per la província de València a les eleccions generals espanyoles de 1933 dins les llistes de la Confederació Espanyola de Dretes Autònomes (CEDA). Destacà al Congrés per la defensa de l'agricultura valenciana i de 1935 a 1936 fou ambaixador a Praga. Fou novament elegit diputat per la CEDA a les eleccions generals espanyoles de 1936.
Quan esclatà la guerra civil espanyola es posà de part dels sublevats i va ser nomenat delegat especial de Presidència per a Balears per la Junta Tècnica de Burgos. Després de la guerra fou president de diversos organismes agraris fins que de 1943 a 1951 fou ministre-conseller d'Economia Exterior a l'ambaixada d'Espanya a Washington DC.

## Obres
- Efecto de las bajas temperaturas en las plantas y frutos agrios (1927)
- Las relaciones comerciales hispano-británicas (1927)
- El problema arrocero en España (1927)
- La Guerra de la Independencia y el guerrillero Romeu (1908).